# Godło Republiki Zielonego Przylądka

Niebieskie godło Republiki Zielonego Przylądka

Godło Republiki Zielonego Przylądka składa się z podwójnego niebieskiego okręgu,  wewnątrz którego znajduje się złota pochodnia umieszczona w niebieskim trójkącie. Ów trójkąt z pochodnią to symbole mające oznaczać wolność i jedność państwa. Nad nimi umieszczono półkolisty portugalski napis z nazwą kraju “República de Cabo Verde”. Na zewnątrz okręgu znajduje się 10 złotych gwiazd, symbolizujących główne wyspy wchodzące w skład państwa. Gwiazdy te znajdują się także na fladze Wysp. Pośrodku gwiazd znajduje się złoty pion.  Pod okręgiem znajdują się dwa zielone liście palmy, a między nimi - złoty łańcuch złożony z 3 ogniw. Zestawienie to symbolizować ma sprawiedliwość.
Istnieje także odmiana godła, na której trójkąt ma kolor czerwony, a pochodnia jest złota.
Obecne godło przyjęto w 1992 roku, wraz z nową flagą.

## Historia

1832
1935–1951
1951–1975
Tarcza
Godło niezależnej republiki obowiązujące w latach 1975–1992